# Gaydar
Gaydar – internetowy serwis randkowy o zasięgu światowym skierowany do gejów, lesbijek, osób biseksualnych i par powyżej 18. roku życia. Oparty jest na indywidualnych profilach i dostępny dla zarejestrowanych użytkowników. Założony został w 1999 roku przez Gary'ego Frischa i jego partnera Henry'ego Badenhorsta.
W powszechnej opinii serwis Gaydar wywarł duży wpływ na społeczności gejów w wielu częściach świata. Umożliwia użytkownikom nieskrępowaną wymianę intymnych i osobistych informacji, której w wielu miejscach na świecie nie można uzyskać inną drogą ze względu na ostracyzm lub społeczną stygmatyzację osób LGBT.
W 2005 r. serwis osiągnął liczbę ponad 3 miliony użytkowników. Z czasem stał się wręcz instytucją i zaczęto pisać o nim jako o fenomenie społecznym – jest obecny w teatrze, w mediach, na paradach gejowskich, w księgarniach (Wszystko co musisz wiedzieć o randkowaniu w necie), a nawet w programach warsztatów organizacji gejowskich. Rozpoczęło działalność m.in. internetowe GaydarRadio i biuro podróży GaydarTravel.
Działalność Gaydara stała się inspiracją dla dramaturgów: w Royal Court Theatre w Londynie w 2005 r. dramaturg i aktor Tim Fountain wystawił sztukę opartą na doświadczeniach gaydarowca. W 2006 r. w Dublinie wystawiono „Gaydarowskie pamiętniki” (The Gaydar Diaries) autorstwa Menno Kuijpera.

## Powstanie serwisu

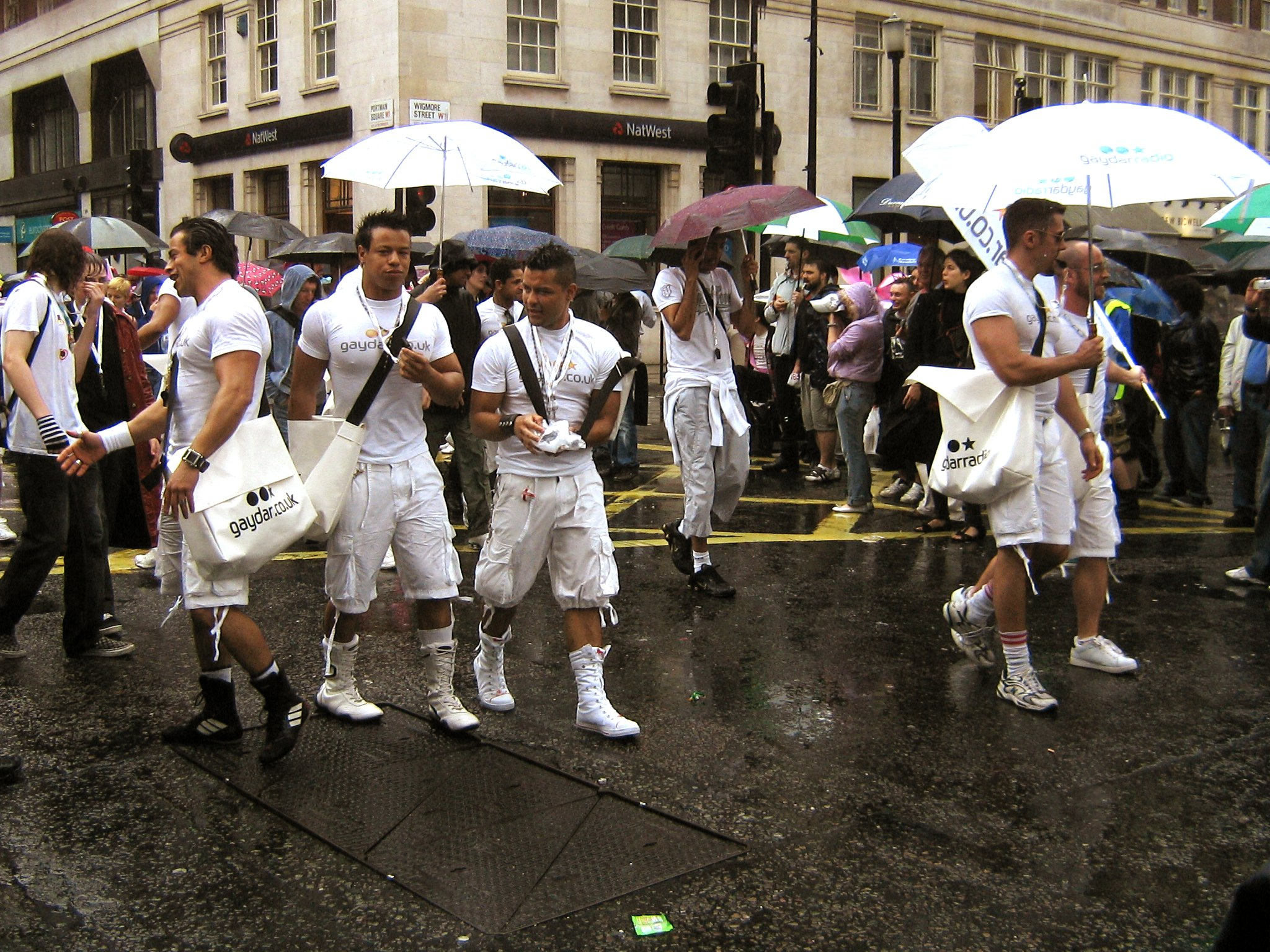
Reklama serwisu Gaydar podczas parady London Pride 2007

Serwis stworzyli w 1999 roku Gary Frisch i jego partner Henry Badenhorst, którzy wyemigrowali do Londynu z Republiki Południowej Afryki. Powstał za namową ich przyjaciela, który podobno był tak zapracowany, że nie miał czasu na poznanie chłopaka. Pomysł okazał się być trafiony i serwis szybko zdobył dużą liczbę użytkowników.
Gaydar jest popularny w Wielkiej Brytanii, Australii, Irlandii oraz w mniejszym stopniu w Ameryce Północnej, Europie kontynentalnej i Republice Południowej Afryki. W maju 2007 roku Henry Badenhorst znalazł się na czwartym miejscu Różowej listy dziennika „Independent on Sunday” grupującej najbardziej wpływowe osoby homoseksualne w Wielkiej Brytanii. Rok wcześniej znajdował się na trzecim miejscu tej listy. Gaydar ułatwia również asymilację i nawiązywanie kontaktów polskim imigrantom w Wielkiej Brytanii.

## Dostęp do serwisu i funkcje
Serwis jest aktualnie dostępny w dziewięciu językach: angielskim, francuskim, niemieckim, holenderskim, hiszpańskim, portugalskim, włoskim, japońskim i chińskim. Dostęp jest możliwy po wypełnieniu i przesłaniu formularza na stronie WWW oraz potwierdzeniu rejestracji pocztą elektroniczną. Nowy użytkownik musi również oświadczyć, że jest osobą pełnoletnią. Zarejestrowany użytkownik otrzymuje bezpłatny status gościa z ograniczoną funkcjonalnością z dziennym limitem liczby możliwych do obejrzenia profili innych użytkowników (do 25) oraz liczby wysłanych wiadomości (do 10). Pełny dostęp jest możliwy po wykupieniu abonamentu opłacanego miesięcznie lub rocznie.
W 2007 r. serwis funkcjonował krótko również w wersji mobilnej.

## Gaydar dla Chińczyków
W maju 2008 r. poinformowano, że we współpracy z firmą GoConnect uruchomiony zostanie portal społecznościowy przeznaczony dla homoseksualistów z Chin i południowo-wschodniej Azji: Hongkongu, Singapuru, Tajwanu i Malezji. Witryna zostanie umieszczona na serwerze w Australii, ponieważ uruchomienie portalu internetowego w Chinach wymaga uzyskania specjalnego pozwolenia rządowego, a Gaydar przewiduje trudności w jego uzyskaniu (w Chinach do 2001 roku homoseksualizm uznawano za chorobę psychiczną). Pierwsza wersja tego serwisu ma zawierać wiadomości, sekcję społecznościową i serwis randkowy. W następnej kolejności planuje się dział turystyczny i rozrywkowy.